# Жеря
«Жеря» (горномар. Жерä — «Заря») — районная общественно-политическая газета на горномарийском языке, издающаяся в Горномарийском районе республики Марий Эл. Газета освещает общественно-политические события, происходящие в районе и в республике, а также публикует материалы по истории и культуре марийцев. Учредителем газеты является администрация Горномарийского района.
Газета выходит 1 раз в неделю на 4—8 полосах формата А3. Тираж к началу 1996 года составлял 3540 экземпляров, однако в дальнейшем значительно сократился.
Газета издаётся с 24 января 1926 года.

## Предыдущие названия
- 1926—1930 гг. — «Кыралшы»
- 1930—1931 гг. — «Ленин корны»
- 1931—1935 гг. — «Комсомол юк»
- 1937—1953 гг. — «Большевик корны»
- 1953—1958 гг. — «Ленин знамя»